# بييرو ألفا
بييرو فرناندو ألفا نيزين (بالإسبانية: Piero Fernando Alva Niezen)‏ (مواليد 14 فبراير 1979 في ليما) لاعب كرة قدم بيروفي دولي يجيد اللعب في خط الهجوم . يلعب حاليا لصالح نادي يونيفرسيتاريو دي ديبورتيس البيروفي منذ 2009 .

## روابط خارجية
- بييرو ألفا على موقع الاتحاد الدولي (مؤرشف)  (الإنجليزية)
- بييرو ألفا على موقع قاعدة بيانات كرة القدم.إي يو (الإنجليزية)
- بييرو ألفا على موقع ناشيونال فوتبول تيمز (الإنجليزية)
- بييرو ألفا على موقع Soccerway.com (الإنجليزية)
- بييرو ألفا على موقع عالم كرة القدم.نت (الإنجليزية)